# سایمون وارد
سایمون وارد (انگلیسی: Simon Ward؛ ۱۹ اکتبر ۱۹۴۱ – ۲۰ ژوئیهٔ ۲۰۱۲) هنرپیشه اهل کشور بریتانیا بود. وی بین سال‌ های ۱۹۶۴ تا ۲۰۱۰ میلادی فعالیت می‌کرد. دختر این هنرپیشه که سوفی وارد نام دارد، نیز بازیگر است. از فیلم‌هایی که وی در آن نقش داشته است می‌توان به سوپرگرل اشاره کرد.